# Robert Malet
Robert Malet (c. 1045-23 de septiembre de 1106), fue un noble caballero anglonormando, señor (sire) de Graville (Sainte Honorine, cerca de El Havre), Normandía; señor de Eye (1071) y Alto Sheriff de Suffolk y sheriff de Yorkshire en Inglaterra. Malet era hijo de Guillermo Malet, compañero de Guillermo el Conquistador a quien acompañó a la conquista normanda de Inglaterra y posiblemente participó en la batalla de Hastings. Fue uno de los doce mayores feudatarios de Inglaterra. Según el Libro Domesday, poseía 221 propiedades en Suffolk, 32 en Yorkshire, ocho en Lincolnshire, tres en Essex, dos en Nottinghamshire y uno en Hampshire. También heredó las propiedades y feudos familiares en Normandía. De 1070 a 1080, Malet fue Alto Sheriff de Norfolk y Suffolk, y ayudó a sofocar la rebelión de los Condes de Raúl de Guader. Fue leal vasallo de Guillermo I de Inglaterra, pero todo cambió con la ascensión al trono de Guillermo Rufus quien le arrebató hacia 1094, todas sus posesiones inglesas. Se desconocen los motivos, y no se sabe más de sus actividades durante el reinado de Guillermo Rufus. Lo más probable es que estuviera en Normandía, y es posible que su desencuentro con Rufus se debiera a su favor por el duque Roberto II de Normandía, rival de su hermano.
Malet reapareció en los registros públicos tres días después de la muerte de Guillermo Rufus en 1100, como testigo de la carta de coronación de Enrique I de Inglaterra. Posiblemente estuvo con Enrique en el momento de la muerte der rey Guillermo, o de haber salido de Normandía al recibir la noticia. En cualquier caso, Malet pronto recuperó su cargo de sheriff de Suffolk y su honor de Eye. Algunas fuentes citan que Malet tuvo algún altercado con el nuevo rey y que volvió a perder sus tierras, basándose en algunas declaraciones de Orderic Vitalis, pero la mayoría de los historiadores creen ahora que Orderic confundió a Malet con su sucesor, Guillermo I Malet. No obstante, parece que Roberto Malet conservó la confianza del rey Enrique y conservó sus tierras hasta su muerte.
Poco antes de 1130, Malet fue nombrado Lord gran chambelán (o Maestro Chambelán), la primera persona en ocupar este cargo. Se sabe poco sobre la función que en aquel momento se le asignaba a este título o sus implicaciones. Sin embargo, es posible que el cargo sucediera al de Lord Mayordomo. Mientras tanto, el resto de las responsabilidades financieras del cargo original se separaron de este y se asignaron bajo el recién creado título de Lord alto tesorero en 1126. Por lo tanto, es posible que Malet se convirtiera en Lord Gran Chambelán en 1126, cuando parece haberse creado el cargo de Lord alto tesorero.
Algunas fuentes afirman que Robert Malet murió en la batalla de Tinchebray (28 de septiembre de 1106), aunque no hay pruebas específicas que lo vinculen con Robert Malet de Suffolk.

## Herencia
Se desconoce el nombre de su esposa, pero las crónicas mencionan a dos hijos:
- Baldwin Malet (c. 1122-1193), primer referente de la familia Malet en Enmore;[9]
- William I Malet (c. 1125-1169), barón de Curry-Malet. Steward de Enrique II de Inglaterra.